# Llista d'alcaldes de Cànoves i Samalús
Llista d'alcaldes de Cànoves i Samalús:
- Antoni Crous i Martí (1901 - 1904)
- Josep Parera i Crous (1904 - 1908)
- Pere Espinasa i Baldé (1908 - 1909)
- Miquel Cuch i Carbonell (1909 - 1912)
- Josep Parera i Crous (1912 - 1920)
- Miquel Cuch i Carbonell (1920 - 1922)
- Josep Masaguer i Crous (1922 - 1923)
- Joan Puig i Collell (1923 - 1924)
- Joan Volart i Torruella (1924 - 1930)
- Josep Parera i Crous (1930 - 1931)
- Josep Masaguer i Crous (1931 - 1936)
- Salvador Parera i Prou (1936 - 1938)
- Esteve Badell i Pou (1938 - 1939)
- Jaume Garriga i Masjuan (1939 - 1953)
- Joan Volart i Torruella (1953 - 1963)
- Joan Domènech i Filbà (1963 - 1966)
- Antoni Crous i Casademunt (1966 - 1979)
- Pere Pujolàs i Isart (1979 - 1987)
- Martí Traver i Costa (1987 - 1995)
- Loreto Romero i Peralvo (1995 - 2007)
- José Luis López i Carrasco (2007 - 2015)
- Josep Cuch i Codina (2015 -)